# Valsequillo de Gran Canaria
Valsequillo de Gran Canaria – gmina w Hiszpanii, w prowincji Las Palmas, we wspólnocie autonomicznej Wysp Kanaryjskich, o powierzchni 39,15 km². W 2011 roku gmina liczyła 9157 mieszkańców.